# Majestic
Majestic (v anglickém originále The Majestic) je americký dramatický film z roku 2001. Režisérem filmu je Frank Darabont. Hlavní role ve filmu ztvárnili Jim Carrey, Martin Landau, Laurie Holdenová, David Ogden Stiers a James Whitmore.

## Obsazení
| Jim Carrey         | Peter Appleton   |
| Martin Landau      | Harry Trimble    |
| Laurie Holdenová   | Adele Stanton    |
| David Ogden Stiers | doktor Stanton   |
| James Whitmore     | Stan Keller      |
| Jeffrey DeMunn     | Ernie Cole       |
| Ron Rifkin         | Kevin Bannerman  |
| Hal Holbrook       | kongresman Doyle |
| Amanda Detmer      | Sandra Sinclair  |
| Allen Garfield     | Leo Kubelsky     |
| Matt Damon         | Luke Trimble     |
| Garry Marshall     |                  |
| Paul Mazursky      |                  |
| Carl Reiner        |                  |
| Sydney Pollack     |                  |
| Rob Reiner         |                  |